# The Seventh House
The Seventh House – album studyjny brytyjskiego, neoprogresywnego zespołu IQ, wydany w 2000 roku.

## Spis utworów
1. „The Wrong Side Of Weird” – 12:24
2. „Erosion” – 5:43
3. „The Seventh House” – 14:23
4. „Zero Hour” – 6:57
5. „Shooting Angels” – 7:24
6. „Guiding Light” – 9:58

## Skład zespołu
- Peter Nicholls – wokal prowadzący
- Martin Orford – instrumenty klawiszowe, wokal wspierający
- Mike Holmes – gitary
- John Jowitt – gitara basowa, wokal wspierający
- Paul Cook – perkusja